# Scottolana scotti
Scottolana scotti is een eenoogkreeftjessoort uit de familie van de Canuellidae. De wetenschappelijke naam van de soort is voor het eerst geldig gepubliceerd in 1940 door Sewell.